# Craig Fallon
Craig Patrick Fallon (Ipswich, 18 de diciembre de 1982-The Wrekin, 15 de julio de 2019) fue un deportista británico que compitió en judo.
Ganó dos medallas en el Campeonato Mundial de Judo, oro en 2005 y plata en 2003, y dos medallas en el Campeonato Europeo de Judo, oro en 2006 y plata en 2003.
Participó en dos Juegos Olímpicos de Verano, en los años 2004 y 2008, ocupando el 7º lugar en Pekín 2008 en la categoría de –60 kg.

## Palmarés internacional
| Campeonato Mundial | Campeonato Mundial    | Campeonato Mundial | Campeonato Mundial |
| Año                | Lugar                 | Medalla            | Categoría          |
| ------------------ | --------------------- | ------------------ | ------------------ |
| 2003               | Osaka (Japón)         | Medalla de plata   | –60 kg             |
| 2005               | El Cairo (Egipto)     | Medalla de oro     | –60 kg             |
| Campeonato Europeo |                       |                    |                    |
| Año                | Lugar                 | Medalla            | Categoría          |
| 2003               | Düsseldorf (Alemania) | Medalla de plata   | –60 kg             |
| 2006               | Tampere (Finlandia)   | Medalla de oro     | –60 kg             |